# راجيندرابارساد سيتشورن
راجيندرابارساد سيتشورن (بالإنجليزية: Rajindraparsad Seechurn)‏ (مواليد 3 يونيو 1970) حكم كرة قدم موريشيوسي . بدأ مسيرته التحكيمية في 1996 ووصل إلى الدرجة الأولى في 2001 . في 2003 تم اعتماده حكما دوليا من قبل الاتحاد الدولي لكرة القدم . في 2010 تم اختياره للمشاركة في تحكيم بعض مباريات بطولة كأس الأمم الأفريقية في أنغولا .

## انتقادات الصحافة المغربية
لطالما وجهت الصحافة المغربية انتقادات  لراجيندرابارساد في المباريات التي يكون المغرب طرفا فيها متل مواجهة ضد الكاميرون وغينيا في كأس أفريقيا.
مؤخرا كان له النصيب الأكبر من الانتقاد  في مباراة المغرب والجزائر بعد احتسابه لضربة جزاء لصالح المنتخب الجزائري في الدقيقة الخامسة برسم نهائيات كأس الأمم الأفريقية لكرة القدم 2012 التي ستقام في غينيا الاستوائية والغابون.

## روابط خارجية
- راجيندرابارساد سيتشورن على موقع Soccerway.com (الإنجليزية)